# Wychowanie w Przedszkolu
Wychowanie w Przedszkolu – czasopismo założone w 1948, miesięcznik przeznaczony dla nauczycieli przedszkoli i oddziałów przedszkolnych w szkole podstawowej oraz dyrektorów tych placówek, a także studentów i pracowników naukowych wydziałów pedagogicznych wyższych uczelni.
Czasopismo ma charakter specjalistyczno-metodyczny, porusza zagadnienia doskonalenia, rozwoju zawodowego i refleksji pedagogicznej.

## Historia
- 1948 – ukazał się pierwszy numer „Wychowania w Przedszkolu”, pierwszym wydawcą zostały Państwowe Zakłady Wydawnictw Szkolnych, od początku czasopismo ukazuje się jako miesięcznik
- styczeń 1974 – wydawcą zostały Wydawnictwa Szkolne i Pedagogiczne
- styczeń 2006 – wydawcą został Dr Josef Raabe Spółka Wydawnicza
- październik 2014 – wydawcą zostało Forum Media Polska